# رینا نیهاوس
رینا نیهاوس (آلمانی: Rena Niehaus؛ زادهٔ ۱۸ دسامبر ۱۹۵۴) بازیگر و مدل اهل آلمان است.
از فیلم‌هایی که در آن نقش داشته است، می‌توان به آدم‌ربایی، اوئدیپوس اُرکا، زنی دست دوم، دل سگ، آرابلا فرشته سیاه و میل یک زن اشاره کرد.